# Bartek-Eiche

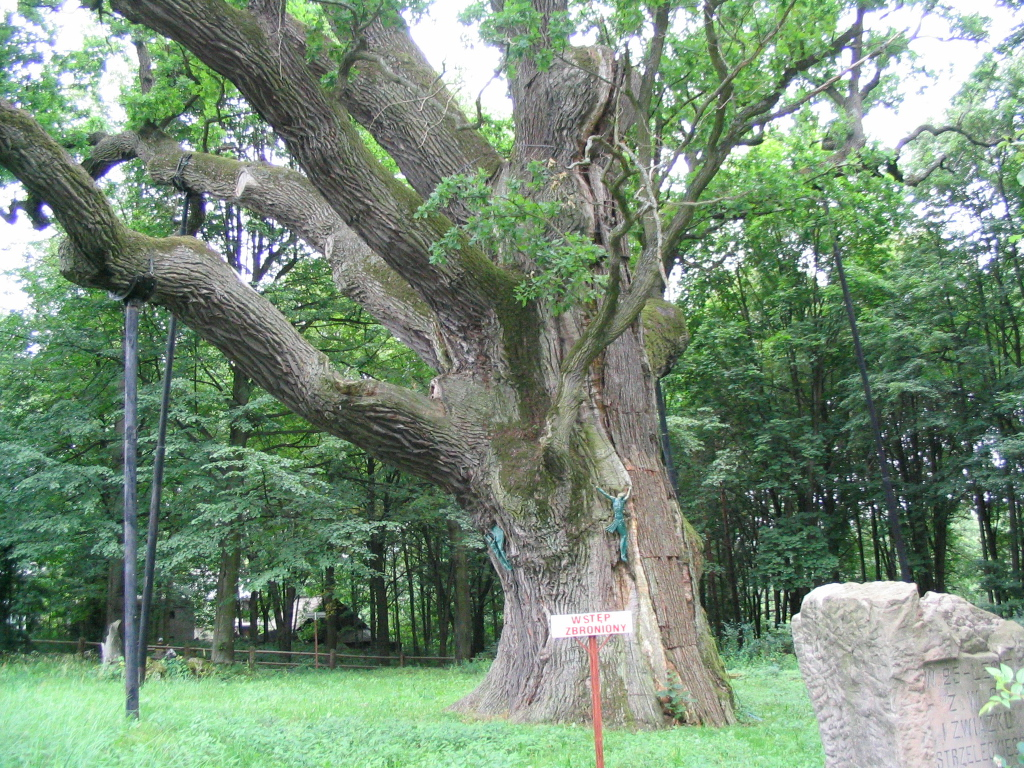
Die Bartek-Eiche

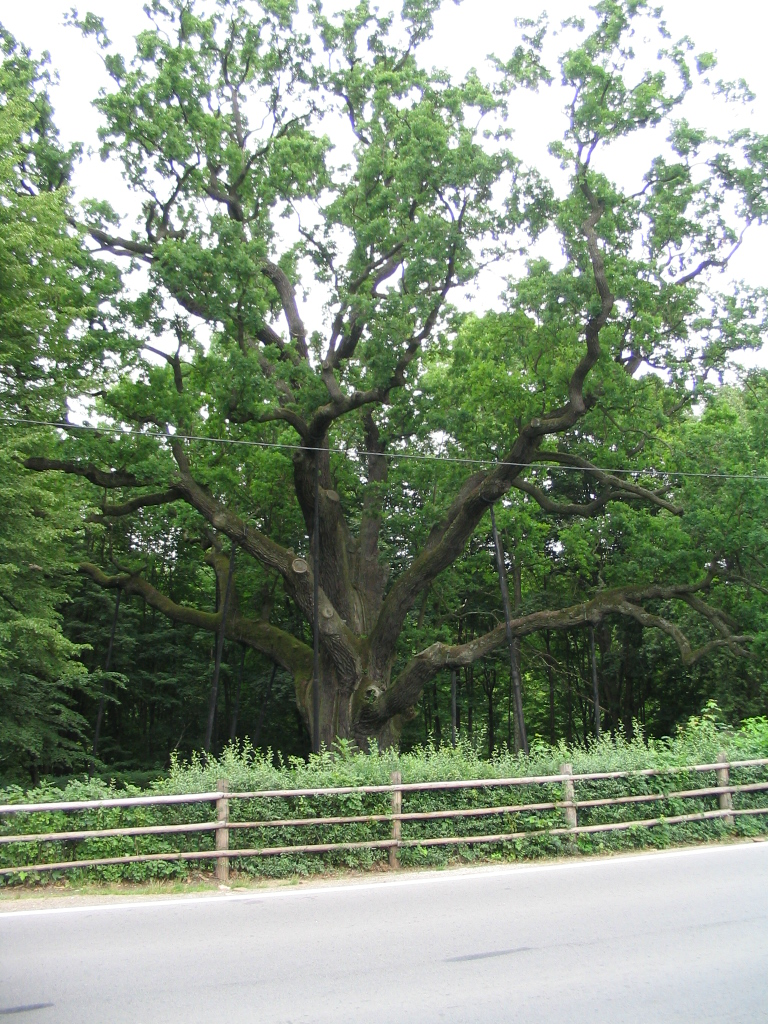
Die Bartek-Eiche von der Straße aus

Die Bartek-Eiche ist eine Stieleiche (Quercus robur), die zwischen Bartków und Zagnańsk, in der Woiwodschaft Heiligenkreuz in Polen wächst.
Das Alter dieses Baumes wird nach neuesten dendrochronologischen Untersuchungen auf 645 bis 670 Jahre geschätzt (die Untersuchungen wurden mit einem Presslerbohrer durchgeführt). In der Zeit zwischen den Weltkriegen wurde das Alter dieser Eiche auf sogar 1200 Jahre geschätzt. Das wirkliche Alter lässt sich wegen des morschen Stamminneren nicht bestimmen. Seit 1952 ist die Eiche als Naturdenkmal anerkannt. 1934 erkannte ein Preisgericht unter der Leitung von  Władysław Szafer Bartek als den prächtigsten Baum in Polen an.
Im Jahre 1829 hatte die Eiche 14 Hauptäste und 16 Seitenäste. Heute besitzt sie 8 Hauptäste. 1906 wurde der Bartek durch einen Brand von in der Nähe gelegenen Gebäuden beschädigt. In den 1920er Jahren wurde der Stamm des Baums mit Beton ausgefüllt. Am 3. Juni 1991 wurden einer der Äste sowie ein Teil des Stammes infolge eines Blitzschlages beschädigt.
Der Baum ist heute 30 Meter hoch, der Umfang des Stammes beträgt in der Höhe 1,30 m bis 9,63 m, und an der Basis 13,4 m, die Spannweite der Krone misst 33 m × 33 m, das Volumen der Krone 720 m³ und der Stammdurchmesser in Brusthöhe (BHD) 3,07 m. Das Volumen des ganzen Baumes beträgt ungefähr 72 m³, das Volumen des Holzkerns ungefähr 65 m³, davon der Hauptstamm ungefähr 46 m³.
Das Morschwerden des Stammes ist ein ernstes Problem: Die Dicke des gesunden Gewebes übersteigt nicht 20 cm und an vielen Stellen beträgt sie gerade mal 5 cm. Die Eiche hat begonnen, sich gefährlich unter der Last eines der Äste zu neigen.
Um die Eiche herum führt der Grüne Wanderweg von Bliżyn nach Zagnańsk.
Der älteste Baum in Polen ist die Eibe von Hennersdorf (Henryków Lubański) in Niederschlesien, die 1260 Jahre zählt.